# 岳阳市市长列表
下表列出历任岳阳市市长：

## 县级岳阳市时期
- 时间：1960年1月-1962年6月
- 隶属：岳阳县（-1961年10月）；湘潭专区（1961年10月-）
- 岳阳市人民委员会市长：
  - 段志霖，1960年3月-1962年6月在任。[1]

## 岳阳专区时期
- 时间：1964年9月-1968年2月
- 隶属：湖南省
- 岳阳专署专员：
  - 李满全，1964年9月-1967年3月在任。
- 岳阳专署生产领导小组组长：
  - 魏凯江，1967年3月-1967年4月在任。
- 岳阳专署抓革命促生产指挥部
  - 魏凯江，1967年3月-1968年1月在任，1967年5月-1967年12月因伤住院期间由潘磊代理。
- 岳阳地区革命委员会筹备小组
  - 魏凯江，1967年12月-1968年2月在任。

## 岳阳地区时期
- 时间：1970年-1983年2月；1983年7月-1986年1月
- 隶属：湖南省
- 岳阳地区革命委员会主任：
  - 魏凯江，1968年2月-1968年12月在任。
  - 张吉亭，1968年12月-1969年5月在任。
  - 宋裕宽，1969年5月-1973年5月在任。
  - 齐寿良，1973年5月-1974年1月在任。
  - 董志文，1974年1月-1977年9月在任。
  - 张月桂，1977年9月-1979年3月在任。
- 岳阳地区行政公署专员：
  - 李满全，1979年3月-1983年8月在任。
  - 梅楚波，1983年8月-1985年4月在任。
  - 谭照华，1985年4月-1986年2月在任。[2]

## 县级岳阳市时期
- 时间：1976年11月-1983年2月
- 隶属：岳阳地区
- 岳阳市革命委员会主任：
  - 王三明，1976年11月-1978年9月在任。
- 岳阳市人民政府市长
  - 罗仲柏，1979年11月-1983年8月在任。[1]

## 地级岳阳市时期
- 时间：1983年7月至今
- 隶属：湖南省
- 岳阳市人民政府市长
  - 陈邦柱，1983年8月-1984年7月在任。
  - 储　波，1984年7月任代市长，1985年3月-1986年2月正式任职。
  - 谭照华，1986年2月-1990年8月在任。
  - 储　波，1990年8月-1991年5月任代市长。
  - 欧阳松，1991年5月-1994年11月在任。
  - 黄甲喜，1994年11月任代市长，1995年2月-1998年1月正式任职。
  - 周昌贡，1998年1月-1999年10月在任。
  - 罗碧升，1999年12月任代市长，2000年2月-2006年9月正式任职。[3]
  - 黄兰香，2006年9月任代市长，2007年1月-2011年12月正式任职。[4][5]
  - 盛荣华，2011年12月任代市长，2012年1月-2015年6月正式任职。
  - 刘和生，2015年6月任代市长，2015年7月-2018年2月正式任职。
  - 李爱武，2018年2月任代市长，2018年4月-2022年4月正式任职。
  - 李　挚，2022年4月任代市长。